# Reichsstraße 365
Die Reichsstraße 365 (R 365) war bis 1945 eine Staatsstraße des Deutschen Reichs, die vollständig auf dem Gebiet des bei Zerschlagung der Tschechoslowakei 1939 gebildeten Protektorats Böhmen und Mähren lag und die von Prag (Praha) etwa auf der Trasse der heutigen tschechischen Silnice I/12  über Úvaly (Auwal) und Český Brod (Böhmisch Brod) nach Kolín (Kolin) führte, wo sie auf die Reichsstraße 96 traf und an dieser endete.
Ihre Gesamtlänge betrug rund 58 Kilometer.